# Pop (speelgoed)

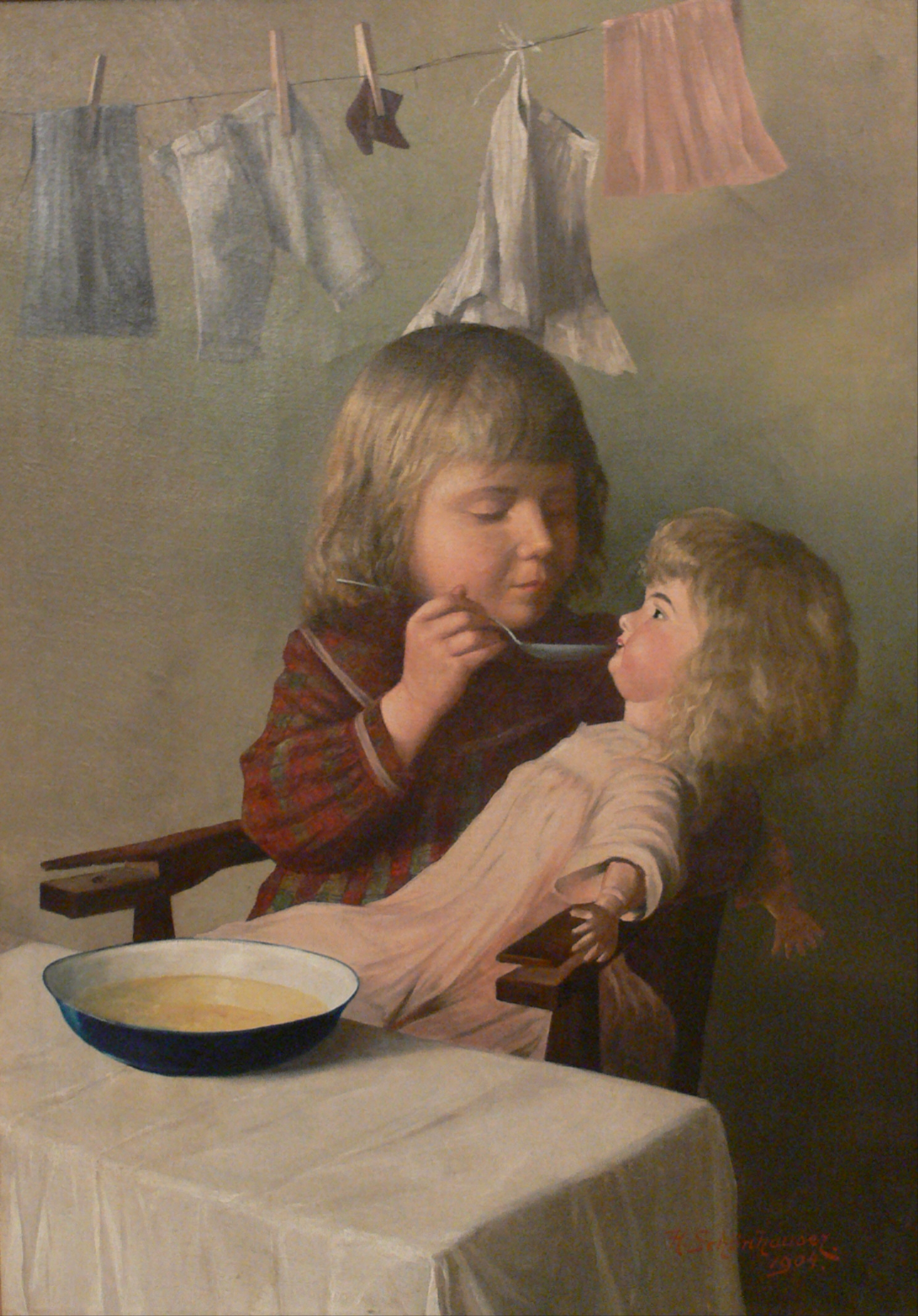
Mädchen mit Puppe, Heinrich Schönhauser, 1904.

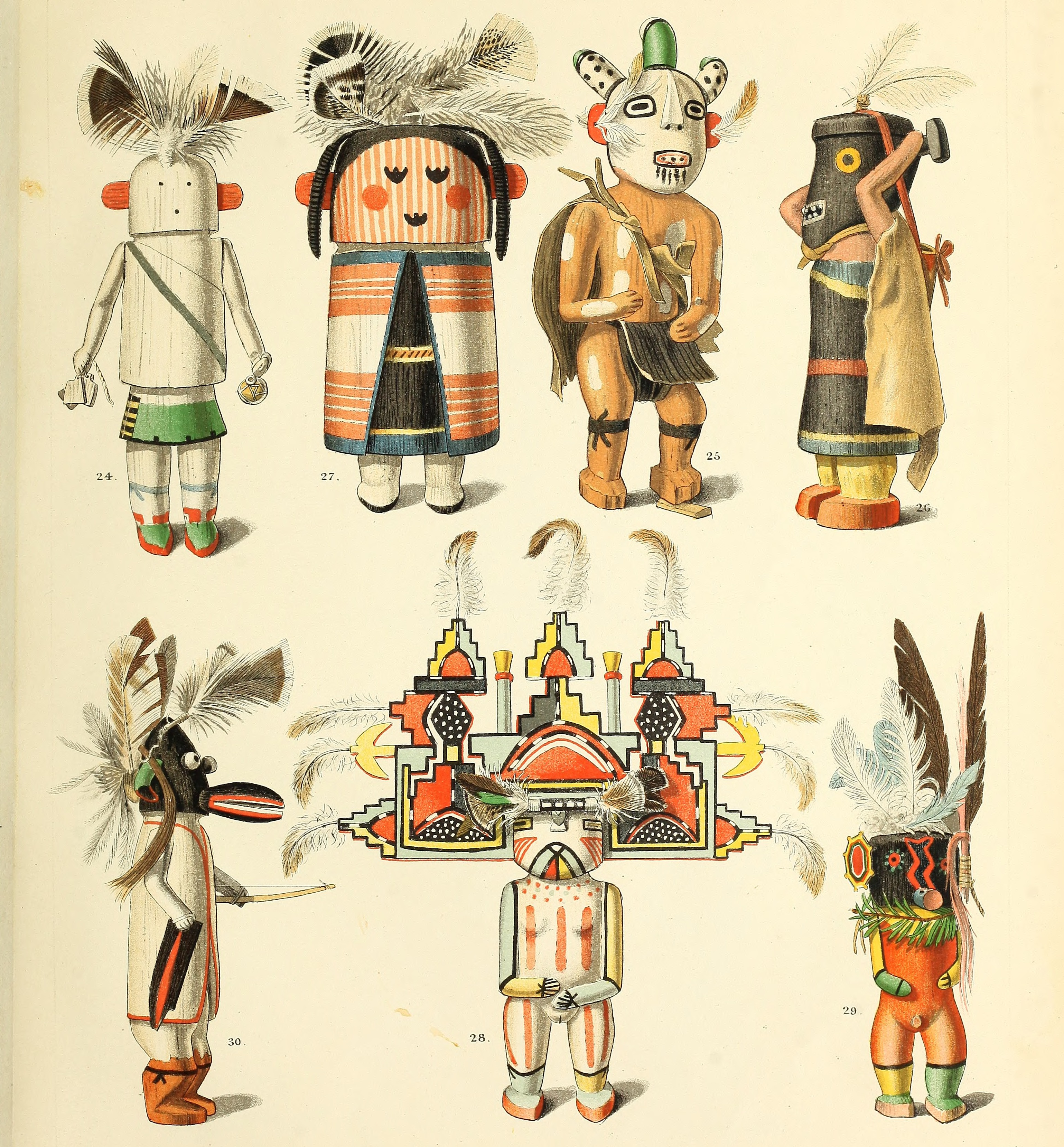
Poppen van de Tusayan indianen, 1894.

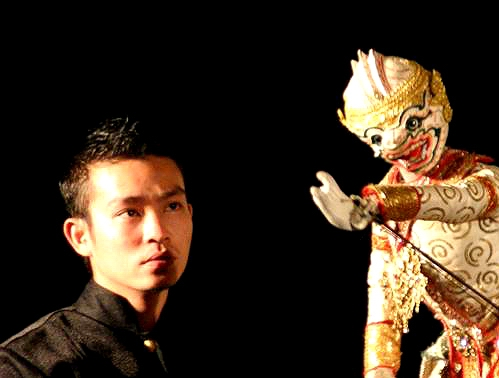
Een Thaise poppenspeler met pop.

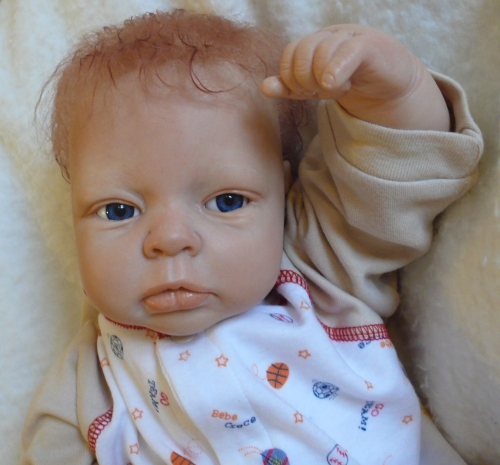
Babypop.

Een pop is een imitatie van een levend wezen of een tekenfilmfiguur, vaak gemaakt van plastic of textiel.
Een pop van star materiaal kan scharnieren en andere draaipunten hebben, bijvoorbeeld bij de verbinding van hoofd en romp, die van armen en romp, die van benen en romp, en in de knieën. Ook kunnen de ogen soms open en dicht. Haar kan al of niet uit afzonderlijke draden bestaan.
Er kunnen accessoires zijn, zoals kleding die aan- en uitgetrokken kan worden.
Een pop dient vaak als speelgoed. Een pop bedoeld voor jongens wordt ook wel een actiefiguur genoemd, omdat de term "pop" vooral geassocieerd wordt met speelgoed voor meisjes.
Ook volwassenen kunnen een hobby hebben waarin poppen te pas komen. Liefhebbers van modeltreinen bouwen bijvoorbeeld vaak ook een modellandschap erbij, met daarbij poppetjes (menselijke figuurtjes) in het landschap en op perrons.
Daarnaast spelen poppen vanouds een rol in de toneelkunst (handpoppen in de poppenkast, marionetten in het marionettentheater). Ook in de folklore zijn poppen aanwezig. De reus kan als een zeer grote pop worden beschouwd.

## Geschiedenis
De eerste poppen hadden een religieuze of magische functie en dienden niet als speelgoed. Soms werden poppen als geluksbrengers cadeau gegeven. Kinderen van de indianen in Noord-Amerika konden door middel van poppen hun goden leren. Deze Katschina-poppen waren vriendelijk en herkenbaar door hun karakteristieke beschilderingen.
In Afrika dienden poppen als speelgoed voor meisjes en als middel om de vruchtbaarheid van de jonge vrouw te verzekeren. Poppen werden gemaakt van steen, klei, hout, stof of andere materialen.

## Soorten
Er zijn veel soorten poppen. Als speelgoed voor kinderen, maar ook voor volwassenen. Poppen kunnen bespeelbaar zijn gemaakt, zoals bijvoorbeeld poppenkastpoppen of marionetten. Ook in het theater zijn (nog steeds) poppen als volwaardig personage te zien.

### Speelgoed
Kinderen spelen graag met poppen (kinderspel). Door ermee te spelen maken kinderen kennis met de soorten levende wezens die bestaan. Soms is een pop ook een figuur uit een tekenfilm; deze tekenfilmfiguren zijn meestal vergelijkbaar met levende wezens. Bij sommige poppen is de kleding te verwisselen. Bij de babypop (Reborn) is dit aan- en uitkleden bedoeld om de verzorgende eigenschappen van met name meisjes te ontwikkelen. Vanaf de jaren '60 verschoof de interesse naar Barbiepoppen, waarbij het kleden de belangstelling voor mode en uiterlijk bevordert.

### Amusement
- De televisieserie De Muppetshow maakt gebruik van handpoppen, met een levende gast.
- Bekende poppen uit de televisieserie Sesamstraat zijn Bert en Ernie.
- Bij buikspreken gebruikt men vaak een buikspreekpop.
- Bij een poppenkast worden ook poppen gebruikt. In Nederland zijn vooral Jan Klaassen en Katrijn bekend.
- Schimmenspel: spelen met schaduwpoppen.
- In een wassenbeeldenmuseum, zoals Madame Tussauds, zijn levensechte poppen te zien.
- Marionetten zijn poppen die aan touwtjes hangen en bewegingen kunnen maken, zoals Pinocchio of de poppen in de serie The Thunderbirds.

### Cultuur

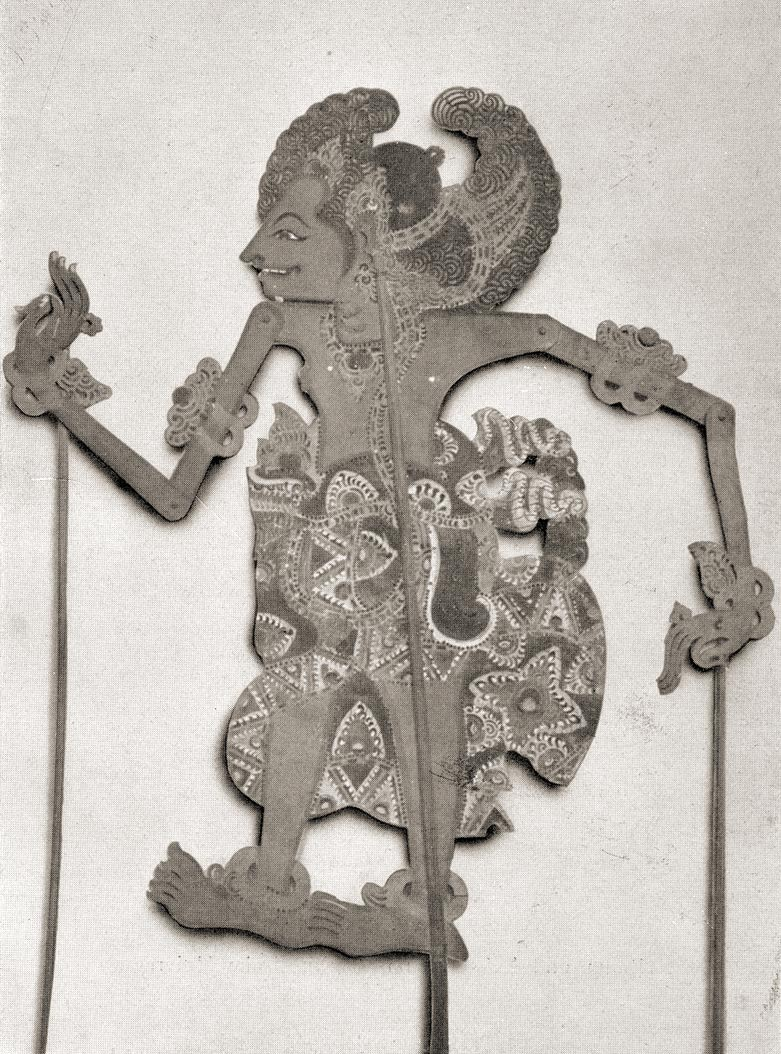
Wajangpop (Bali).

- In Indonesië worden poppen gebruikt in een schaduwspel, zie Wajang en Schimmenspel.
- In Afrika worden poppen bij voodoo gebruikt.
- In Vietnam worden waterpoppen gebruikt voor een waterballet.
- In Europa worden Reuzen erkent als erfgoed.

### Functionele poppen
- Een pop die gebruikt wordt bij botsproeven wordt een crashtestdummy genoemd.
- Een etalagepop is bedoeld om in een winkel kleding te tonen.

## Media
- Polygoonjournaal, 1938: "Sint Nicolaas nadert - drukte in de poppenindustrie" (01:13, zonder geluid)
- Bioscoopjournaal uit 1954. In voorbereiding op het toeristenseizoen maken Volendamse meisjes in klederdracht klederdrachtpoppen.